# Campionats del món de ciclocròs de 1959
Els Campionats del món de ciclocròs de 1959 foren la desena edició dels mundials de la modalitat de ciclocròs i es disputaren el 15 de febrer de 1959 a Ginebra (Suïssa). La competició consistí en una única cursa masculina.

## Resultats
| Prova                | Or                    | Or      | Plata                | Plata | Bronze                    | Bronze |
| Cursa elit masculina | Renato Longo · Itàlia | 56' 39" | Rolf Wolfshohl · RFA | + 14" | Amerigo Severini · Itàlia | + 24"  |

## Classificació de la prova masculina elit
| Pos. | Ciclista               | País      | Temps    |
| ---- | ---------------------- | --------- | -------- |
|      | Renato Longo           | Itàlia    | 56' 39"  |
|      | Rolf Wolfshohl         | RFA       | + 14"    |
|      | Amerigo Severini       | Itàlia    | + 24"    |
| 4    | André Dufraisse        | França    | + 1' 39" |
| 5    | Jean Schmit            | Luxemburg | + 1' 54" |
| 6    | Firmin Van Kerrebroeck | Bèlgica   | + 2' 23" |
| 7    | André Brulé            | França    | + 2' 58" |
| 8    | Antón Barrutia         | Espanya   | + 2' 58" |
| 9    | Romano Ferri           | Itàlia    | + 3' 21" |
| 10   | Pierre Kumps           | Bèlgica   | + 3' 25" |

## Medaller
| Posició | País   | Or | Plata | Bronze | Total |
| 1       | Itàlia | 1  | 0     | 1      | 2     |
| 2       | RFA    | 0  | 1     | 0      | 1     |